# Steven Sumani Nayina

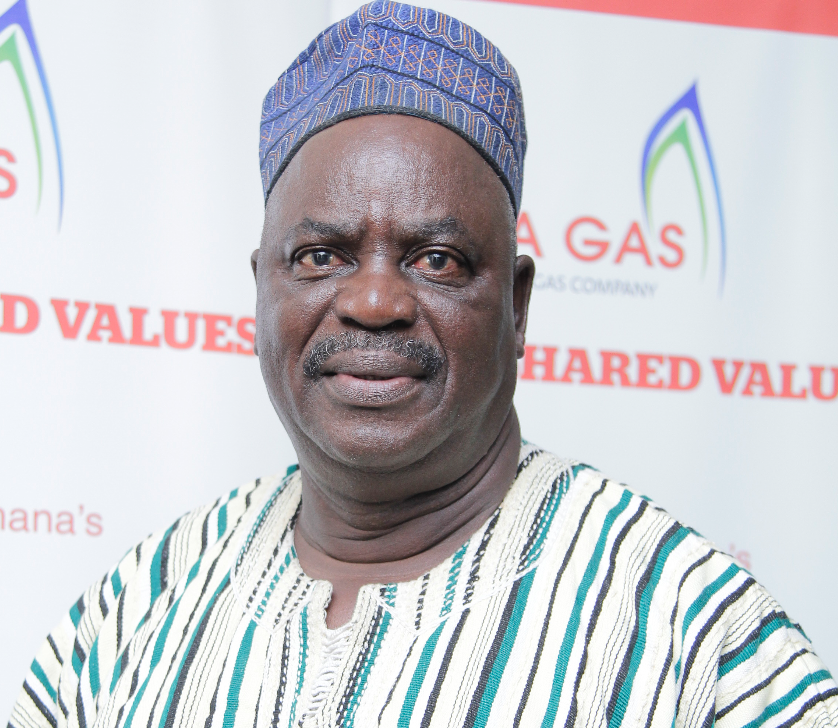
Steven Sumani Nayina

Steven Sumani Nayina, kurz S. S. Nayina, ist ein ghanaischer Politiker (NDC).

## Werdegang
Nayina trat bei der Parlamentswahl 1996 im Wahlkreis West Mamprusi mit Sitz in Walewale für die People’s Convention Party (PCP) innerhalb der oppositionellen Great Alliance an. Mit 24 % aller abgegebenen Stimmen unterlag Nayina jedoch seiner Konkurrentin Susanna Adam (63 %) von der NDC. In die Regierung Atta-Mills wurde Nayina, inzwischen Mitglied der National Democratic Congress (NDC), am 7. Januar 2009 als Regionalminister für die Northern Region berufen. Nach etwa einem Jahr Amtszeit, am 25. Januar 2010, wurde er bei der ersten Kabinettsumbildung durch Moses Magbenba als Regionalminister ersetzt. NDC-Mitglieder zeigten sich anschließend erfreut über die Entlassung, weil Nayina zu „arrogant, egoistisch und autokratisch“ gewesen sei und während seiner Amtszeit Spaltungen innerhalb der Parteibasis hervorgerufen habe. Im Oktober 2017 wurde Nayina in den Aufsichtsrat der Ghana National Gas Company Limited (GNGC) berufen.